# Iridopsis pallescens
Iridopsis pallescens là một loài bướm đêm trong họ Geometridae.